# Ерг ер Рауј
Ерг ер Рауј (арап. Erg er-Raoui) је песковита пустиња (ерг) у јужној подгорини Великог Атласа на граници Марока и Алжира. Захвата површину од око 50.000 км² и одлукује га заталасани дински рељеф. Смештен је између хамаде ди Дра на западу, Еглаба на југу и Атласа на северу. Клима ових простора је изразито пустињска са високим температурама и изузетно оскудним падавинама, које се јављају на крајњем северу. Ерг ер Рауј је саставни део пустиње Сахара.